# Linda Ann Malcor
Linda Ann Malcor (née le 3 février 1962) est une écrivaine américaine ayant surtout travaillé sur le cycle arthurien. Elle est l'une des partisanes de la théorie selon laquelle le roi Arthur serait en fait Lucius Artorius Castus, un officier romain supposé avoir commandé un détachement d'auxiliaires sarmates durant le IIe siècle en Grande-Bretagne.

## Livres
- De Scythie à Camelot